# کوهستان فلیندرز
کوهستان فلیندرز (به انگلیسی: Flinders Ranges) بزرگ‌ترین رشته‌کوه و یکی از سیزده ناحیه ایالت استرالیای جنوبی است. این رشته‌کوه تقریباً از ۲۰۰ کیلومتری شمالی غربی آدلاید آغاز می‌شود. این رشته به صورت نامتناوب از پرت پیر تا دریاچه کالابونا به طول ۴۳۰ کیلومتر بسط پیدا کرده‌است. این ناحیه دارای مناطقی خاص و زیبا می‌باشد که در کنار پارک ملی کوهستان فلیندرز منطقه‌ای تماشایی را ساخته است. از نقاشی‌ها و حکاکی‌های در غارها پی‌برده‌اند که نخستین نفراتی که پا به این منطقه گذاشتند گروهی از بومیان استرالیا به نام آدنیاماتانها بودند که هزاران سال پیش در این منطقه ساکن شدند و هنوز هم می‌توان آن‌ها را در این منطقه مشاهده کرد. نخستین اروپائیانی که پا به این سرزمین گذاشتند، گروه کاشف به سرکردگی متیو فلیندرز (به انگلیسی: Matthew Flinders) یودند که در ۱۸۰۲ با دریانوردی خود را به خلیج اسپنسر رسانده بودند.